# 維新・海峡ウォーク
維新・海峡ウォーク（いしん・かいきょうウォーク）は、山口県下関市と北九州市門司区で毎年4月に開催されるウォーキングイベント。

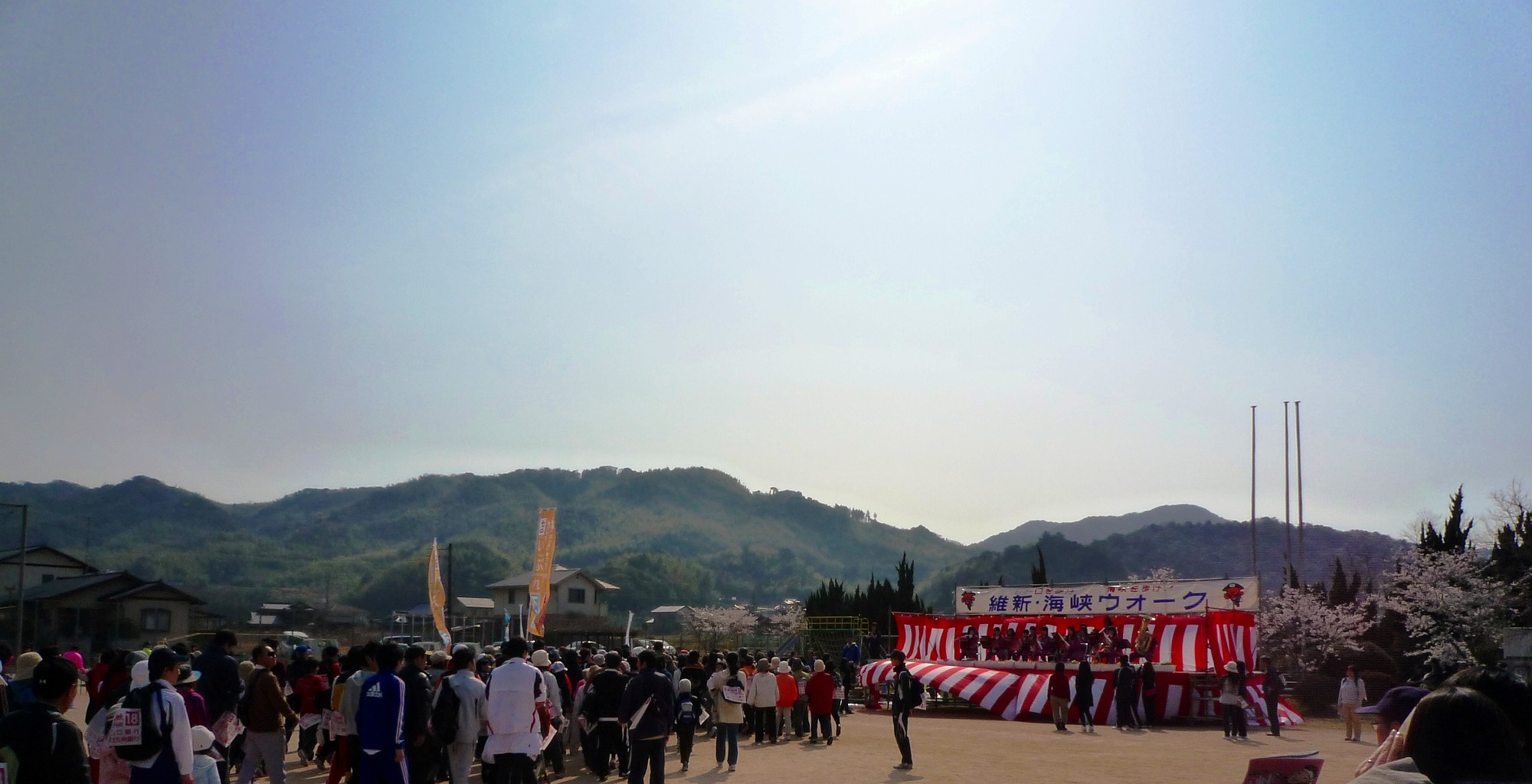
スタート（出陣）の様子（第27回・2012年）

## 概要
高杉晋作没後120年を契機に1986年（昭和61年）より開催されている。このイベントの発案者は高杉の墓所である東行庵の第三代庵主であった谷玉仙。高杉の命日である1867年（慶応3年）4月14日にあやかって毎年4月の第二日曜日に開催されるが、曜日配列の関係で4月の第三日曜日に開催される年もある。開催当初はJR西日本下関駅前に位置する複合商業施設「シーモール下関」を目指すコースのみであったが、第10回目となる1995年（平成7年）からは門司港レトロ地区の玄関口的存在であるJR九州門司港駅を目指すコースが加わった。事前予約制だが参加費は無料であり、現在では毎回2万人もの参加者を集める国内屈指のウォーキングイベントとなった。一般的にこの種のイベント参加者は年配者が多いが、このイベントの参加者に関しては年齢層の偏りがない。以前は開催日当日の飛び入り参加も可能であった。

## コース

### シーモール下関30キロコース
吉田/東行庵奇兵隊本陣（下関市立吉田小学校）→王喜/王喜の関（木屋川ラブリバーパーク）→小月/西ノ台の関（下関市立小月小学校）→清末/清末藩の関（下関市立清末小学校）→王司/神田の関（下関市立王司小学校）→長府/城下の関（乃木さん通り）→みもすそ川/お茶処（みもすそ川公園）→唐戸/亀山本陣・赤間の関（亀山八幡宮）→晋作通り /日和山の関（細江公園）→シーモール夜明けの陣（シーモール下関）
- 王喜/王喜の関（木屋川ラブリバーパーク）・みもすそ川/お茶処（みもすそ川公園）を除く8箇所のスタンプが捺印されていれば完歩となる。ただし、シーモール夜明けの陣（シーモール下関）には18時までにゴールのこと。

### 門司港レトロ28キロコース
吉田/東行庵奇兵隊本陣（下関市立吉田小学校）→※この間、30キロコースと同一ルート→みもすそ川/お茶処（みもすそ川公園）→和布刈/門司ヶ関（めかり）→門司港レトロ本陣（JR九州門司港駅）
- 王喜/王喜の関（木屋川ラブリバーパーク）・みもすそ川/お茶処（みもすそ川公園）を除く7箇所のスタンプが捺印されていれば完歩となる。ただし、門司港レトロ本陣（JR九州門司港駅）には17時30分までにゴールのこと。
- みもすそ川/お茶処（みもすそ川公園）から和布刈/門司ヶ関（めかり）までは関門人道トンネルを歩く。

### 共通事項
- 途中棄権可能。
- 開催日の8時30分よりスタート地点の吉田/東行庵奇兵隊本陣（下関市立吉田小学校）で行われる開会式には必ず出席のこと。もし出席しなかった場合はスタンプの捺印ができない。
- スタート地点である吉田/東行庵奇兵隊本陣（下関市立吉田小学校）では梯団旗によるグループ分けが行われるが、これはあくまでも事故防止のためのものであってコース別のグループ分けではない。なお、コースの選択は自由であり、スタート時に申し出る必要はない。梯団旗を持つのは近隣にある小月航空基地の航空学生である[1]。
- 各スタンプ捺印箇所には通過制限時間が設けられている。
- 各「関所」ではバザーや小中学生によるブラスバンドの演奏が行われる。
- みもすそ川/お茶処（みもすそ川公園）では「お茶処」の名の通りミネラルウォーターの無料サービスがある。ただし、水筒もしくは空のペットボトルを各自持参のこと。
- 地元のラジオ局、コミュニティエフエム下関（COME ON! FM）は特別番組でスタートからゴールまで、各関所のおもてなし内容や落し物、迷子などの情報を生放送しておりFMラジオやインターネットで聴取可能である。放送中にはウォーク参加者からのメッセージも紹介される。

## 特典
制限時間内での完歩者にはシーモール夜明けの陣（シーモール下関）または門司港レトロ本陣（JR九州門司港駅）において「完歩賞状」と「完歩バッジ」がプレゼントされる。尚、門司港レトロ28キロコースの完歩者には門司港駅にてJR九州主催のウォーキングイベントである「JR九州ウォーキング」のスタンプポイントが特別にもらえる。

## エピソード
- このイベントには戦後2人目の内閣総理大臣復帰を果たした安倍晋三が妻である安倍昭恵と一緒に参加したことがある。